# Tutu (mitologia babilonese)
Tutu è la divinità babilonese della danza. È uno dei 42 figli di Anatu e Anum. Era il dio protettore di Borsippa, vicino a Babilonia, durante il regno di Hammurabi, infatti viene citato anche nel suo codice, ma fu successivamente sostituito da Nabu.
"Un toro selvaggio infuriato, trafiggendo (con le sue corna) i suoi nemici, favorito di Tutu, che rende felice, pia, la città di Borsippa, che non si riposa per E-zida" 
Codice di Hammurabi (III 7-15)
Tutu è rappresentanti con una corona reale, un corpo di leone, una coda di cobra e in piedi su delle frecce.

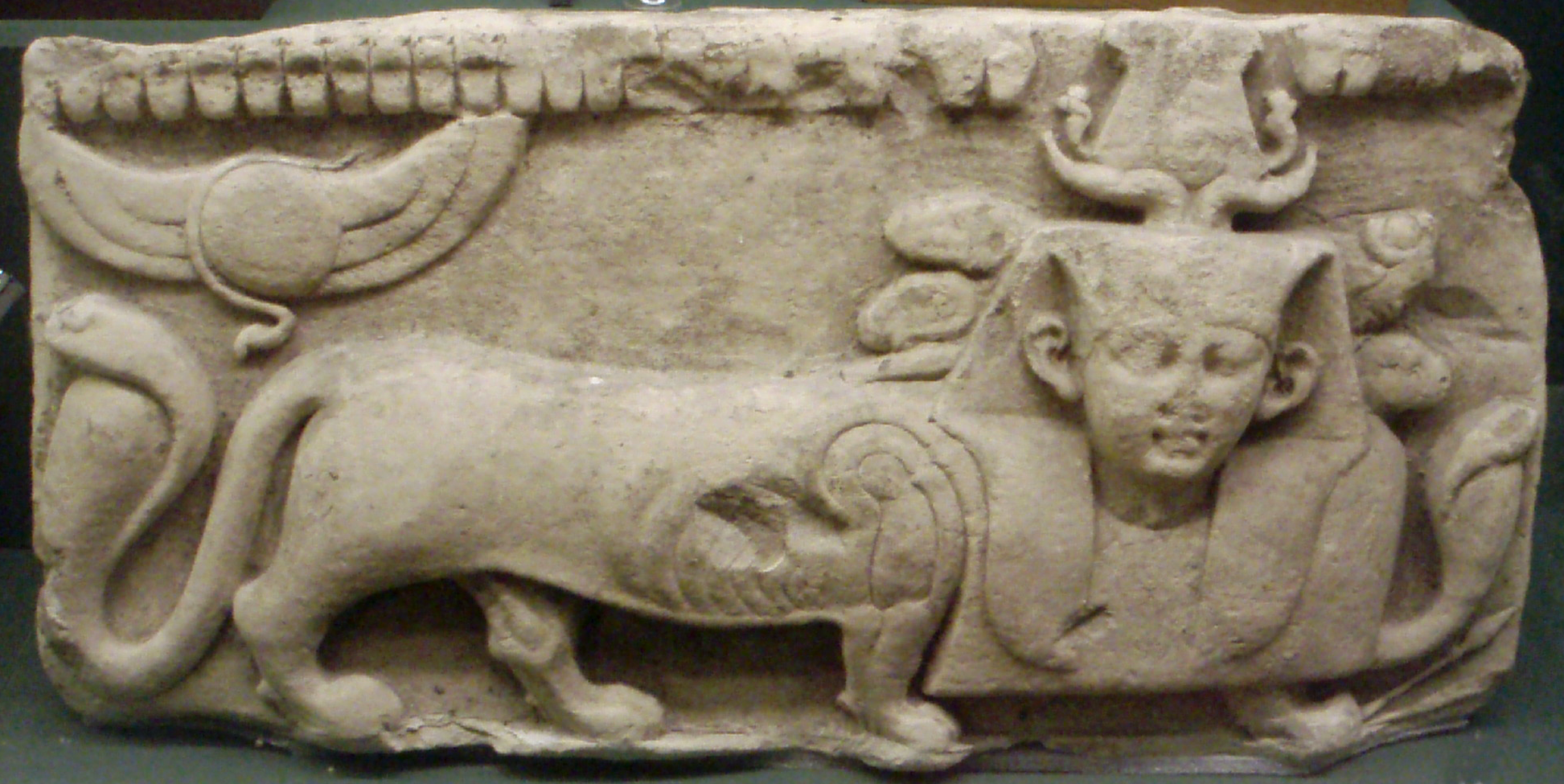
Bassorilievo su Tutu

Nell'Enuma Elish si dice di Tutu che "escogita l'incantesimo con cui gli dei possono essere a riposo" e che "lui è supremo fra l'assemblea degli dei e nessuno tra loro è suo pari". Un'altra versione afferma che Tutu "mette a tacere il pianto e dà gioia ai tristi e ai malati di cuore". È uno dei cinquanta nomi dati a Marduk dagli dèi dopo la sua vittoria su Tiamat.